# Tester kontinuity

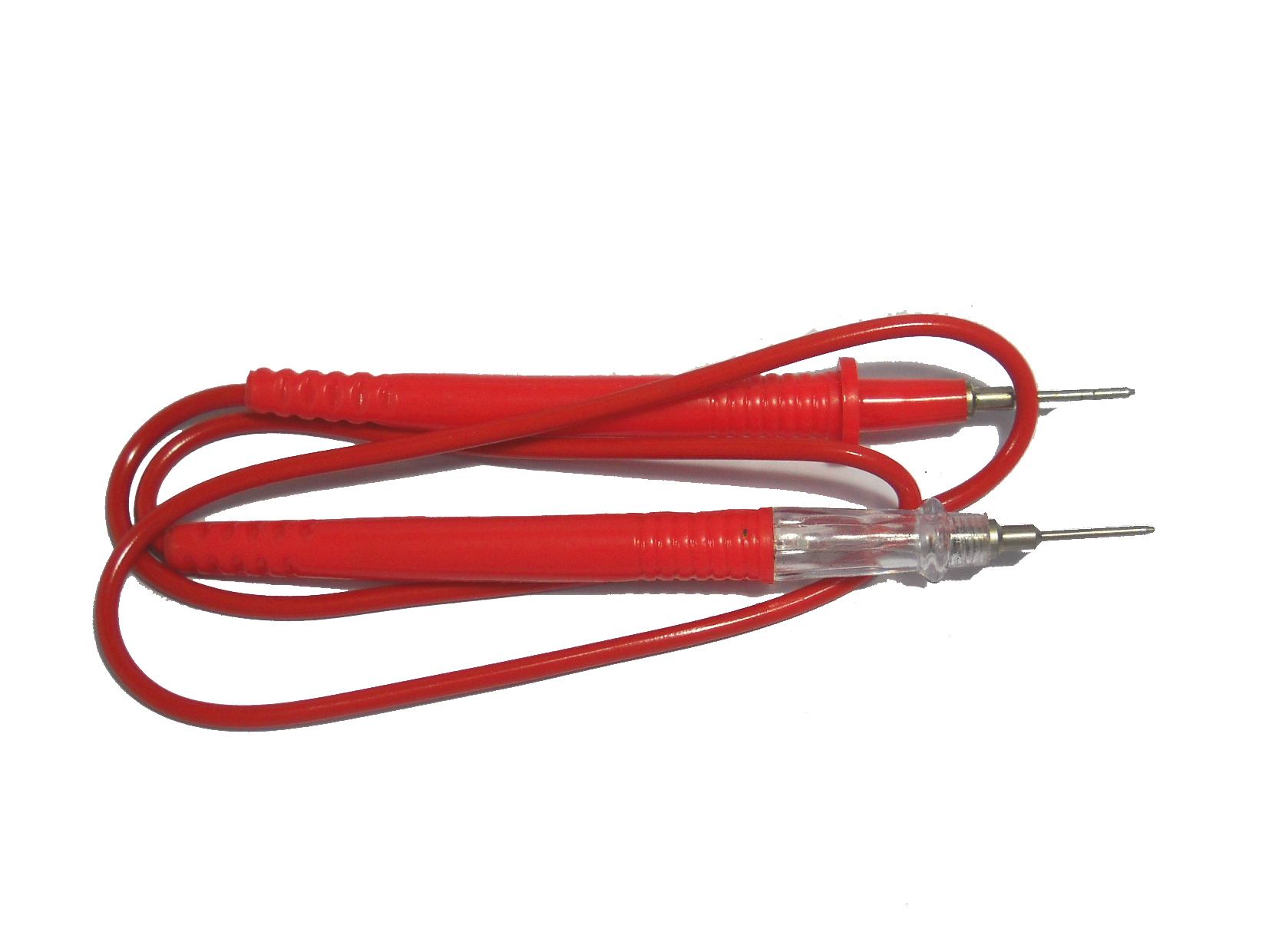
Tester pro kontrolu vodivosti plošných spojů

Tester kontinuity (také tester zkratu, zkoušečka spojitosti, zkoušečka vodivosti) je elektrické zařízení sloužící k ověření, zdali existuje mezi dvěma body elektrické propojení. Obvykle bývá součástí komplexnějších přístrojů, například multimetru.

## Popis zařízení
Přístroj obsahuje indikátor společně se zdrojem elektrické energie – obvykle baterie.
Jako indikátor může sloužit elektrické světlo, nebo může být přístroj vybaven bzučákem. Z přístroje jsou vyvedeny vývody které se připojí mezi dva testované body. Pokud se tím uzavře úplný elektrický okruh(mezi testovacími body může protékat proud) tak se aktivuje indikátor. Testovaný obvod musí být odpojen od elektrických zdrojů a pokud se v obvodu nachází nějaké baterie, měli by být vyjmuty, jinak může dojít k poškození testeru.

## Speciální případy použití
Pokud potřebujeme zkontrolovat kontinuitu v obvodech, které obsahují rezistory o vysokých hodnotách odporu, nebo v obvodech které obsahují komponenty citlivé na proud(například polovodičové integrované obvody,apod.), musíme použít zařízení používající ke kontrole malé proudy. V takových zařízeních je typicky jako proudový zdroj použitá hodinková baterie v kombinaci s operačním zesilovačem k dosažení dostatečného napětí pro rozsvícení indikátoru – LED. Tyto testery jsou vzhledem k velikosti napájení velice citlivé, například detekují propojení obvodu když vezmeme testovací vývody do rukou.
V některých případech je obyčejný test kontinuity nedostatečný. Například problémy s kabeláží v autě, které jsou způsobeny vibracemi(při jízdě) se hledají velice obtížně, protože zkrat nebo stav naprázdno(přerušení obvodu) zde nastává po příliš krátkou dobu, než aby byl zachytitelný standardním testerem. V takovém případě je použito komplexnější zařízení, které detekuje okamžitá přerušení obvodu a zkraty stejně dobře, jako ustálené stavy. Obsahují rychlý elektronický přepínač, kterým se spíná řízený astabilní oscilátor. Výstupní signál oscilátoru je vyhodnocen, projeví se na něm i stavy zkratu nebo naprázdno, trvající kratší dobu než milisekundu.